# Arauzo de Salce
Arauzo de Salce – gmina w Hiszpanii, w prowincji Burgos, w Kastylii i León, o powierzchni 18,5 km². W 2011 roku gmina liczyła 70 mieszkańców.